# 에센 대관구
에센 대관구는 1933년부터 1945년까지 존속했던 나치 독일의 대관구이다. 이 대관구는 프러시아 라인 주의 북쪽 영역에 있었다. 그 이전인 1928년부터 1933년까진 나치당의 지역당 조직 중 하나였다.

## 역사
원래 나치의 대관구(Gau) 조직은 1926년 5월 22일 나치당 회의에서 지역당 조직 구조 개선을 목적으로 창립한 구역이었다. 이후 1933년 나치가 독일의 권력을 장악하면서 독일의 주 단위 행정구역이 당의 대관구 행정구역으로 대체되었다.
각 대관구를 지휘하는 대관구지휘자는 점점 더 권력이 세지면서 제2차 세계 대전 이후에는 외부에서 거의 간섭을 받지 않았다. 지역 대관구지휘자는 정당 행정 뿐 아니라 정부 직책에도 관여하여 선전 감시 등 다양한 작전을 수행했으며, 1944년 9월 이후에는 국민돌격대 소집과 각 대관구 방어작전 역할도 맡았다.
에센 대관구의 대관구지휘자는 요제프 테르보펜 한명이었다. 1940년 노르웨이에서의 전투로 노르웨이가 점령된 이후 히틀러는 노르웨이 국가판무관부의 국가판무관 자리에 요제프 테르보펜을 임명하였다. 그는 1945년 5월 8일 벙커에 50kg의 폭탄을 터뜨려 자살했다.
이 대관구는 1,900km2 크기에 2,800,000명이 거주하고 있어, 인구순, 크기순 대관구에 대략 중간쯤에 위치했다.